# Les Cerfs-volants de Kaboul
Vous pouvez aider à l'améliorer ou bien discuter des problèmes sur sa page de discussion.
- Il ne cite pas suffisamment ses sources. Vous pouvez indiquer les passages à sourcer avec {{référence nécessaire}} ou {{Référence souhaitée}}, et inclure les références utiles en les liant aux notes de bas de page. (Marqué depuis août 2012)
- Il doit être recyclé. La réorganisation et la clarification du contenu sont nécessaires. (Marqué depuis août 2012)

- Archive Wikiwix
- Bing
- Cairn
- DuckDuckGo
- E. Universalis
- Gallica
- Google
- G. Books
- G. News
- G. Scholar
- Persée
- Qwant
- (zh) Baidu
- (ru) Yandex
- (wd) trouver des œuvres sur Wikidata

Les Cerfs-volants de Kaboul (The Kite Runner) est le premier roman de l'Américain d'origine afghane Khaled Hosseini, paru en 2003 aux États-Unis et dans sa traduction française en 2007 par les éditions Belfond.
Il a été adapté au cinéma et en bande dessinée sous le même titre.

## Résumé
Chapitre 1
Rahim Khan, associé de Baba, a téléphoné du Pakistan pour demander à Amir de venir le voir. Le souvenir de ses erreurs passées l’assaille.
Chapitre 2
Amir raconte son enfance passée auprès d'Hassan (qui est son « frère de lait » et son domestique avec lequel il a grandi). Les nombreux souvenirs d’Amir restent précis malgré le temps : les liens qui les unissent, l’histoire de chacune de leurs familles (mère et père).
Chapitre 3
Amir met en avant les histoires de son père : l’ours avec lequel il s’était battu, l’orphelinat qu’il a fondé. Il est extrêmement admiratif de son père. Puis il souligne avec attention le fait que son père, Baba, ne le reconnaît pas réellement comme son fils. «  Si je n’avais pas vu en personne le médecin le sortir du ventre de ma femme, je ne croirais pas qu’il est mon fils. »
Chapitre 4
Amir fait la lecture à Hassan qui est analphabète et qui, pris d’inspiration, change l’histoire par une fin qu’il compose lui-même. Hassan, qui ne savait pas qu'Amir allait lui-même inventer la fin, lui dit que cette histoire « était la plus belle ». Motivé après ces éloges, Amir se met à écrire des nouvelles et décide de montrer à son père son nouveau texte, mais il n’était pas intéressé. Rahim Khan lui donne une note pour l’encourager et lui dit que son texte était extraordinaire  .
Chapitre 5
Après des explosions et des tirs nocturnes, Amir et Hassan découvrent le lendemain un nouveau Kaboul. C’est le début d’une période sanglante. Pour l’anniversaire d’Hassan, Baba fait venir le docteur Kumar pour le faire opérer de son bec de lièvre. Une fois de plus, Amir est jaloux de l’attention que Baba porte à Hassan et non à lui.
Chapitre 6
C’est l’hiver ! Amir se réjouit car, en plus d’être une saison au paysage magnifique et avec trois mois de vacances scolaires, c’est la période des cerfs-volants. Les cerfs-volants constituent l’unique passion qu’Amir partage avec Baba.
Chapitre 7
Amir gagne un concours de cerfs-volants et fait ainsi la fierté de son père. Cependant cela ne lui suffit pas, récupérer le cerf-volant de son adversaire le rendrait encore plus heureux. Hassan cherche donc ce cerf-volant et finit par le trouver. Soudain Assef, qui est le « gros bras de Kaboul », l’enfant redouté de tout le monde, et deux de ses acolytes prennent Hassan dans un guet-apens. Ils le forcent à leur donner le cerf-volant bleu qui appartient à l’adversaire d’Amir, mais il ne cède pas. En guise de punition, Hassan se fait violer par ses adversaires. Amir assiste à la scène, caché et pétrifié, et choisit de s’enfuir et non de venir en aide à son camarade qu’il considérait pourtant comme son frère.
Chapitre 8
Honteux de ne pas avoir réagi, Amir s’éloigne d’Hassan qui lui ne se doute pas une seconde qu’il a assisté à toute la scène. Amir est désormais incapable de se le pardonner et bien qu’il soit de plus en plus proche de Baba, il ne peut en profiter et ne pense qu’au lâche qu’il a été le jour où il n’est pas intervenu et a vu son meilleur ami se faire violer devant lui. C’est le jour d’anniversaire d’Amir, une immense fête est donnée en son honneur.
Chapitre 9
Le lendemain de la fête, Amir pour arrêter de culpabiliser, prend volontairement sa montre et de l’argent qu’il avait reçu à son anniversaire pour les dissimuler dans la masure d’Ali et d’Hassan afin de les éloigner de lui. Il informe Baba de ces « pertes » et demande de vérifier si ce n’est pas Hassan qui, par jalousie, les lui aurait volées. Il trouve l’argent et la montre, Hassan s’accuse de ces vols pour ainsi protéger Amir, mais Baba pardonne à Hassan le vol qu’il aurait soi-disant commis. Cependant, Ali prend la décision malgré tout de partir vivre à Hazaradjat, ce qui brise le cœur de Baba. Amir les regarde s’en aller sans tenter de les retenir en s’accusant des mensonges qu’il avait faits.
Chapitre 10
Baba et Amir s’enfuient de Kaboul dans des camions remplis d’autres personnes. En cours de route, Baba s’interpose avec un soldat russe drogué qui pose pour unique condition de leur faire passer la frontière de violer une femme du camion. Comme à son habitude, Baba est un homme fort qui ne supporte en aucun cas le manque de respect. Le trajet reprend. Dans le convoi se trouve Kamal, un des amis d’Assef qui avait maintenu Hassan pendant qu’il se faisait violer. Lui aussi s’était fait violer par quatre soldats. La seconde partie du trajet se déroule dans un camion citerne où Kamal meurt de vapeurs toxiques. Son père plié de douleurs se suicide sous les yeux d'Amir et des réfugiés.
Chapitre 11
Quatre ans plus tard, en Californie. Baba ne s’est jamais adapté à l’Amérique, c’est seulement l’endroit où il pleure ses souvenirs, contrairement à Amir qui lui les a enterrés ici et ainsi se sent moins coupable des actes qu’il avait commis. Amir est étudiant, son père ne veut rester sur le sol américain que pour l’avenir et le plaisir de son fils. Amir décroche son diplôme, Baba pour le féliciter lui offre une voiture et ajoute « Dommage qu’Hassan ne soit pas là ». Toute sa culpabilité refait surface.
Chapitre 12
Après avoir rencontré Soraya Taheri, fille d'un général de Kaboul, Amir ne cesse de penser à elle. Ce n’est que seulement après de nombreuses semaines qu’il a su prendre son courage à deux mains et lui parler. Il fait connaissance de la mère de Soraya avec qui ils discutent tous les trois chaque dimanche. Après l’apparition de plusieurs maladies, on diagnostique un cancer à Baba. Baba va donc mourir. Un dimanche au marché, Baba fait une crise et échappe de peu à la mort. Amir confie à Baba son envie d’épouser la belle Soraya. Baba se précipite auprès du général pour demander la main de Soraya à Amir, ce qu’il accepte à la grande joie des futurs mariés. Cependant Soraya confie à Amir qu’elle a déjà connu un homme.
Chapitre 13
C’est le jour de l’échange des promesses. Devant de nombreux invités, les parents échangent tous deux leur bénédiction à cette union. Le fait qu’il ne reste que très peu de temps à vivre à Baba oblige à avancer le mariage malgré la tradition. Pendant le mariage, Amir se demande si Hassan lui aussi s’est marié ou non. Soraya emménage avec Amir et son beau-père Baba dont elle s’occupe. Baba meurt et Amir doit donc avancer dans la vie sans son père. Il soutient le projet de Soraya de travailler dans l'enseignement, mais cela ne plaît pas au père de Soraya.
Durant les six mois suivants, Amir écrit son premier roman qui finit par être publié. Cette année-là, l'URSS se retire d’Afghanistan, mais la guerre continue. Amir et Soraya tentent pendant des mois d’avoir un enfant, en vain. Ils consultent un spécialiste, et après différents examens il leur annonce qu'ils sont stériles. Ils rejettent la solution de l’adoption proposée par le médecin à cause de leur tradition.
Chapitre 14
Quinze ans plus tard. Rahim étant gravement malade, il contacte Amir le sommant de venir au Pakistan pour se racheter de sa faute. Il est donc au courant de toutes les histoires avec Hassan. Amir s’empresse de prendre l’avion pour le rejoindre.
Chapitre 15
Rahim et Amir échangent quelques moments de leur vie ; Amir raconte son union avec Soraya, la fin de vie de Baba et les livres qu’il a écrits; tandis que Rahim raconte comment la situation avait dégénéré à Kaboul. Amir apprend qu’il ne reste que très peu de temps à vivre à Rahim. Au cours d’une discussion, Rahim évoque le fait qu’Hassan a vécu une période auprès de lui.
Chapitre 16
Au cours d’une discussion, Rahim confie à Amir ce qu’il s’était passé après que Baba et lui furent partis aux États-Unis. Baba avait confié à Rahim sa demeure à Kaboul. Cependant ne pouvant plus s’en occuper tout seul, il s’en était allé chercher Hassan à Hazaradjat pour qu’il revienne vivre avec lui. Il découvrit ainsi qu’Hassan s’était marié et que sa femme, Farzana, attendait un enfant. C’est avec beaucoup de tristesse que Rahim apprit qu’Ali était mort deux années plus tôt en sautant sur une mine. Depuis cela, Hassan avait appris à lire et à écrire. Hassan et Farzana acceptèrent de suivre Rahim et de vivre à Kaboul. Le bébé qu’attendaient Hassan et Farzana mourut à l'accouchement.
Farzana retomba vite enceinte. Un jour, une femme gravement mal en point et lacérée de coups de couteau au visage se rendit à la demeure et demanda à voir Hassan… C’était Sanubar, la mère d’Hassan; elle demanda à Hassan de lui pardonner de l’avoir abandonné lorsqu’il était enfant. Hassan eut la force de lui pardonner et de l’accueillir chez eux.
L’hiver suivant, Sanubar aida Farzana à mettre au monde un petit garçon, Sohrab. Durant les années qui passèrent, Sanubar et le petit Sohrab devinrent inséparables. Lorsqu’il eut quatre ans, Sanubar mourut paisiblement. Hassan apprit à Sohrab à lire et à écrire. Grâce à cela, Sohrab tout comme Amir, était devenu un véritable amoureux de la littérature. Hassan et Sohrab participaient, tout comme Amir, à de nombreux tournois de cerfs-volants.
Chapitre 17
Hassan avait donné à Rahim une enveloppe adressée à Amir. À l’intérieur se trouvait une photo d’Hassan, Farzana et Sohrab et une lettre. Il décrit comment l’Afghanistan s’était écroulé, combien la vie y était difficile, il lui raconta aussi qu’il a su construire une famille et il exprima aussi combien l’état de santé de Rahim était médiocre. Après la lecture de la lettre, Rahim annonce à Amir qu’Hassan et Farzana se sont fait abattre au milieu de la rue, comme des animaux et que Sohrab, orphelin, avait été placé dans un orphelinat. Rahim demande à Amir de chercher Sohrab, de le sortir de cet orphelinat minable et de le déposer chez un couple qui s’occuperait de lui. Amir refuse de retourner à Kaboul, à cause de l'insécurité de la ville. Rahim argumente de façon à révéler qu’Hassan n’est pas le fils d’Ali.
Chapitre 18
Ali étant stérile, c'est donc Baba qui était le vrai père d’Hassan. C’est pour cela qu’il lui offrait de magnifiques cadeaux, qu’Hassan attirait ainsi toute l’attention et toute l’admiration de Baba.
Hassan et Amir n’étaient pas que « frères de lait », mais aussi… « frères de sang ».
Chapitre 19
Amir prend la décision d’aller chercher Sohrab. Rahim indique à Amir comment se rendre à l’orphelinat et qu’un ami à lui, Farid, allait l’y conduire. Tous deux passent une nuit chez Wahid, frère de Farid. Le lendemain avant de s’en aller et par bon cœur en voyant le besoin dans lequel vit la famille de Wahid, Amir glisse une poignée de billets dans leur maison pour leur rendre la vie un petit peu plus douce.
Chapitre 20
En se rendant à l’orphelinat, Amir fait la rencontre d’un mendiant avec qui il échange quelques mots. De part et d’autre, il s’est avéré que ce mendiant est un ancien professeur et qu’il a connu Sofia, la mère d’Amir. Ainsi il conte à Amir quelques histoires à son sujet.
Arrivé à l’orphelinat, Amir se rend chez le directeur Zaman. Ce dernier lui explique les problèmes que rencontre l’orphelinat : le surpeuplement, le manque de vivre, le puits asséché donc plus d’eau potable disponible, le trop peu de matelas et de couvertures ce qui avait entraîné de nombreux décès. Zaman annonce que Sohrab a été choisi et acheté par un commandant taliban et qu'il a versé une bonne somme à l'orphelinat en contrepartie. Face à la révolte de Farid et d'Amir à cette annonce, Zaman avoue qu'il a finalement refusé, mais que le commandant l'a enlevé de force ainsi qu'une dizaine d'autres garçons par vengeance. Zaman n'avait accepté cet argent que pour acheter de la nourriture pour le reste des orphelins. Zaman leur indique malgré tout comment rencontrer ce taliban.
Chapitre 21
En chemin, Farid et Amir passent devant la demeure de Baba. Plus rien n’est pareil. Amir se remémore de nombreux souvenirs qu’il avait partagés ici avec Hassan. Ils se rendent au stade de football que Zaman leur avait indiqué. À la mi-temps, le spectacle est révoltant : deux lapidations, et personne ne pouvant intervenir sous peine de subir le même sort, voire pire.
Chapitre 22
Amir se rend chez le mystérieux taliban qui accepte de le rencontrer en fin de matinée… Une fois dévêtu de ses lunettes, Amir, sous le choc, se rend compte que ce mystérieux dictateur n’est autre qu’Assef. Assef confie à Amir qu'il a été mis en prison il y a quelques années et qu'il y a enduré des sévices constants. De là, il en découle une rage incessante dont il se sert comme moteur à son envie de crimes « purificateurs ». Assef accepte finalement de rendre Sohrab à Amir. Cependant, Assef impose une seule et unique condition : se battre jusqu’à ce que l'un des deux meure. Assef sort son coup de poing américain dont il ne s’est jamais séparé. Sous les coups d’Assef, dents-mâchoire-côtes se brisent, mais cela n’empêche pas Amir de se sentir euphorique. Il se sent enfin libéré de toute culpabilité, comme s'il a enfin assumé ses actes et les conséquences qui en ont découlé.
Tout comme son père, Sohrab est un as du lance-pierre; il vise et perce l’œil d’Assef, sauvant ainsi Amir. Sohrab et Amir s’en vont donc laissant derrière eux Assef plié de douleur et ayant perdu un œil.
Chapitre 23
Amir est à l’hôpital vu l’état de santé pitoyable dans lequel il se trouve. Il dévoile à Sohrab son identité. Amir reçoit une lettre et une clef de son vieil ami Rahim. Dans cette lettre, Rahim souhaite qu’Amir soit en vie, qu’il soit effectivement au courant des histoires qu’ils s’étaient passés avec Hassan durant leur enfance, il écrit que l’erreur est humaine et qu’il était jeune ; il doit se pardonner ses propres erreurs lui-même. Il ajoute ensuite qu’il s’en va désormais, lui sommant de ne pas tenter de le retrouver et qu’il lui lègue tout l’argent qu’il avait amassé.
Chapitre 24
Sorti de l’hôpital, Amir dit à Farid de retrouver sa famille et de lui donner un peu plus de 3 000 $ en compensation pour tous les services rendus grâce auxquels il a pu récupérer Sohrab. Amir demande à Sohrab de venir vivre avec lui aux États-Unis et lui avoue qu’il est son oncle. Sohrab accepte, Amir appelle sur le champ Soraya qui à l’entente de la nouvelle ne peut être qu'heureuse. Pour ramener Sohrab aux États-Unis, il entreprend des démarches pour adopter Sohrab.
Chapitre 25
Désespéré par l’idée de devoir retourner dans un foyer le temps des démarches, Sohrab tente de se suicider. De par ses nombreuses relations, Soraya  obtient un visa temporaire pour Sohrab. Amir le fait venir aux États-Unis. Cependant, toujours attristé qu’Amir aurait pu le mettre dans un foyer le temps d'effectuer des démarches, Sohrab parle peu et ne sourit pas; et reste ainsi de longs mois peu réactif. C’est à un pique-nique organisé le jour de l’an afghan qu’Amir attire l’attention de Sohrab. Il lui offre un cerf-volant; ne réagissant pas, il affronte un autre enfant pour rivaliser avec lui et Sohrab le rejoint sourire aux lèvres. Et c’est ainsi qu'arrive le debut d’une nouvelle vie.

### Personnages
Amir
Fils de Baba et ami d'Hassan, c'est le narrateur du roman. Sa mère est morte à la suite d'une hémorragie. Il a bu le même lait maternel qu'Hassan et ils ont grandi sur le même terrain et ils ont prononcé leurs premiers mots sous le même toit. Il s'intéresse beaucoup à la littérature (il tient cet intérêt de sa mère), ce qui exaspère son père qui aurait préféré avoir un enfant plus athlétique. Il raconte souvent des récits à Hassan qui, illettré, ne peut qu'imaginer l'histoire. Amir voulait toujours garder son père pour lui, il n'aimait pas quand ce dernier invitait Hassan et qu'il le chérissait comme lui. C'est le demi-frère d'Hassan, mais il ne le saura que bien après, alors qu'Hassan est mort.
Baba
Il est le père d'Amir et il a la plus belle maison du district de Wazir-Akbar-Khan (au nord de Kaboul). Il ne voulait pas qu'Amir écoute les discussions qu'il avait avec les adultes. C'est un homme riche et respecté et même craint de certains. Il boit de l'alcool. Son père était juge. Il est le vrai père biologique d'Hassan.
Ali
Ali est le « père » de Hassan. Lui et son fils vivent dans une cabane à côté de la maison d'Amir où Hassan est né. Il est chiite et membre de la communauté des Hazaras. Les muscles inférieurs de son visage sont paralysés. Il devait à la poliomyélite une jambe déformée et crochue. Il a trouvé sa source de joie lors de la naissance de son fils. Il a été adopté par le père de Baba et il a grandi avec ce dernier. Ses parents étant morts dans un accident causé par deux frères riches. Il avait eu une autre femme avant Sanaubar et il avait appris qu'il était stérile et cette dernière avait ensuite eu trois filles. C'est en apprenant ce fait qu'Amir comprend qu'Hassan est son frère.
Hassan (hiver 1964-?)
Il ne dénonçait jamais Amir. Il est l'ami d'Amir mais ils se séparent toujours à la tombée de la nuit. Il est chiite et membre de la communauté des Hazaras. Il a un bec de lièvre, qui sera enlevé à la suite d'une chirurgie que Baba lui offrira en cadeau. Il est doué pour deviner où le cerf-volant va atterrir. Amir a parfois l'impression qu'il peut lire dans ses pensées. Il était toujours gâté comme Amir (ex: Amir avait un cerf-volant, Hassan en avait un aussi). Son visage est parfaitement rond et il est moucheté de taches. Ses yeux, de couleur pers, sont bridés et étroits et il a de petites oreilles qui sont basses sur son visage. Son menton est pointu et il a l'air d'avoir été rajouté à son visage. Il a des capacités incroyables au maniement du lance-pierre (ce qui impressionne fortement Amir). Amir lui récite souvent des histoires, puisque Hassan est analphabète. Son œuvre préférée sera, sans hésiter, le Shahnameh, le Livre des rois: Une épopée du Xe siècle retraçant les exploits de certains héros perses.
Sohrab
Fils de Hassan. Ses parents ont été tués par les talibans dans la rue.
Rahim Khan
C'est le meilleur ami et l'associé de Baba.
Sanaubar
Mère d'Hassan qui a quitté Ali tout de suite après la naissance de ce dernier. Elle est chiite et membre de la communauté des Hazaras. Elle a ri de son fils lorsqu'elle l'a vu après avoir accouché. Elle se réconcilie plus tard avec lui.
Sophia Akrami
La mère d'Amir et la femme de Baba. Elle est très instruite et elle est considérée comme la plus belle femme de Kaboul. Elle enseignait la littérature persane à l'Université et elle descend de la famille royale.
Assef
C'est le fils de Mahmood, l'ami de Baba. Son père est pilote et possède une belle propriété. Sa mère est allemande. Il est redouté de tous les jeunes du quartier à cause de son coup de poing américain en acier inoxydable. Il est blond aux yeux bleus. Il imite les idées d'Hitler et désire convaincre Daoud Khan de purifier l'Afghanistan des Hazaras comme Hitler le voulait pour les juifs. Il a déjà rencontré Daoud. Il a l'habitude d'insulter Ali. Il est accompagné de Kamal et Wali. Ses parents semblent avoir peur de lui. Il est plus grand qu'eux. Sa mère s'appelle Tanya et est nerveuse ; son père est petit et trapu et il s'appelle Mahmood. Il est très poli, mais ses yeux dévoilent son côté obscur. Assef a violé dans sa jeunesse Hassan accompagné de ses deux acolytes. Engagé dans la résistance aux russes, il devient un chef taliban, mais ne semble pas toujours appliquer leurs préceptes.
Homayoun
Cousin au second degré de Baba. Il a deux femmes : la première (plus vieille, plus pincée avec des verrues sur les mains). la deuxième (sent bon et danse les yeux fermés). Et ses deux jumelles de 7 ans en 1975 (Fazila et Karima).
Soraya
Fille du général Taheri. Elle a les cheveux noirs, un épais sourcil noir, un nez aquilin et une tache de naissance brune en haut du menton à gauche. Sa mère Jamila était une enseignante célèbre à Kaboul. Sa passion pour l'enseignement venait de quand elle avait aidé sa servante analphabète à apprendre à lire et à écrire, tandis qu'Amir lui riait du fait qu'Hassan ne pouvait ni lire ni écrire. Elle deviendra l'épouse d'Amir.

### Thèmes abordés
Contraste entre une époque dorée et les bouleversements subis à partir de l'occupation soviétique, les luttes ethniques qui lui ont succédé, la prise de pouvoir des talibans... En balayant trente années d'histoire d'un pays trop méconnu en Occident, l'auteur jette un regard à la fois attendri et critique sur son pays d'origine : ses coutumes, la religion et son fanatisme...
Des thèmes plus universels, comme l'émigration, les relations père-fils, l'amitié, l'adoption et la rédemption sont également abordés; sans oublier l'image qui nous est renvoyée de nous-mêmes, occidentaux, et qui donne à un roman, paru deux années à peine après les événements du 11-Septembre et la dernière guerre d'Afghanistan, une dimension toute particulière.

## Accueil critique
Les Cerfs-volants de Kaboul a bénéficié d'un extraordinaire bouche-à-oreille. Acclamé par la critique, il est resté de nombreuses semaines en tête des listes aux États-Unis où il est devenu un livre-culte, comme dans la plupart des douze autres pays où le roman a été édité.[réf. nécessaire]

## Prix
- Le jury du prix littéraire RFI-Témoin du monde, présidé par Hervé Bourges, a désigné comme lauréat 2006 Khaled Hosseini pour Les Cerfs-volants de Kaboul, publié aux Éditions Belfond.
- Le 29 mai 2006, Les Cerfs-volants de Kaboul a reçu le Grand Prix des lectrices de Elle dans la catégorie roman.
- Les Cerfs-volants de Kaboul a reçu le Prix des libraires du Québec 2006, dans la catégorie Roman hors Québec.

### Revue de presse
(janvier 2019).
- Radio-Canada : La bibliothèque virtuelle d'“Indicatif présent”
- Le Temps - Lisbeth Koutchoumoff (20 août 2005)  : Tout est parti des cerfs-volants. Khaled Hosseini, « Afghan-Américain » de 35 ans, menait sa vie d'interne au Cedars-Sinai Hospital de Los Angeles, lorsqu'il a vu un reportage de CNN sur son pays d'origine. C'était en pleine furie talibane et les maîtres barbus énonçaient un nouvel édit : l'interdiction des cerfs-volants. L'information [le] bouleverse jusqu'aux tréfonds.
- Le Point - Brigitte Hernandez (13 juillet 2006) : Quel succès ! Ce roman ressemble à une vie qui serait un roman, et ce fut le cas.
- Le Devoir - Sébastien Barangé (9 & 10 juillet 2005)  : On ne peut résister, malgré une écriture un peu convenue, à cette descente dans les abîmes des sentiments humains. Il y a là le terreau pour un scénario poignant. Le cinéaste Sam Mendes[1] (American Beauty) travaille d'ailleurs sur l'adaptation au grand écran de cette histoire d'enfance.
- Le Magazine littéraire - Jean Hurtin (février 2008) : Le prix RFI - Témoin du monde couronne aujourd'hui un livre qui dévoile avec autant de force que de sensibilité le quotidien d'un peuple et d'un pays sous le joug des talibans, ainsi que les réalités de l'exil et de l'émigration aux États-Unis.
- Le Soleil - Didier Fessou (25 juin 2008)  : Ce roman, Les Cerfs-volants de Kaboul, ne laisse pas indifférent. C’est vrai. Mais les ficelles qui nouent l’intrigue sont si grosses et son dénouement si prévisible que ça enlève de la crédibilité à l’histoire.
- Télérama - Pauline Perrignon (6 juillet 2005) : Portrait d'un homme en proie à son passé, ce premier roman de Khaled Hosseini dit aussi l'histoire d'un peuple. À l'instar de son personnage, l'auteur a quitté son pays après l'invasion soviétique. Le tableau qu'il en dresse, tout de contraste entre un passé idéalisé et la tourmente du présent, offre un très beau témoignage sur ce lien viscéral qu'entretient un homme avec sa terre natale.